# قبة مرسيليا
قبة مرسيليا (بالفرنسية: Le Dôme de Marseille) هي مدرج يقع في مرسيليا بفرنسا. سعة المدرج 8.500 شخص.
استضافت حفلات موسيقية لكثير من الفنانين المشهورين، امتدت إلى العديد من الأنواع المختلفة.

## روابط خارجية
- الموقع الرسمي